# Kanton Champagnole
Champagnole is een kanton van het Franse departement Jura. Het kanton maakt deel uit van het arrondissement Lons-le-Saunier.

## Gemeenten
Het kanton Champagnole omvat de volgende 32 gemeenten:
- Andelot-en-Montagne
- Ardon
- Bourg-de-Sirod
- Champagnole (hoofdplaats)
- Chapois
- Châtelneuf
- Cize
- Crotenay
- Équevillon
- Le Larderet
- Le Latet
- Lent
- Les Nans
- Loulle
- Monnet-la-Ville
- Montigny-sur-l'Ain
- Montrond
- Mont-sur-Monnet
- Moutoux
- Ney
- Le Pasquier
- Pillemoine
- Pont-du-Navoy
- Saint-Germain-en-Montagne
- Sapois
- Sirod
- Supt
- Syam
- Valempoulières
- Vannoz
- Le Vaudioux
- Vers-en-Montagne

Bij de herindeling van de kantons door het decreet van 17 februari 2014 werd het kanton niet gewijzigd.